# Чифс
Чифс (енгл. Chiefs) је један од пет професионалних рагби јунион тимова који учествује у најачој лиги на свету Супер Рагби. Чифс је један од три тима са северног острва који учествује у Супер Рагби. Чифс игра на Ваикато стадиону у Хамилтону. Боје Чифса су црне, жуте и црвене. Највећи успех су остварили 2012. и 2013. када су два пута за редом освојили Супер Рагби. Капитен екипе је Ерон Круден, а заменик капитена је Броди Реталик.
- Супер Рагби

- Освајач (2) : 2012, 2013.

 Састав у сезони 2016
Мичел Грејам
Џејми Мекинтош
Паулизани Ману
Бен Тамеифуна
Сиате Токолахи
Рис Маршал
Квентин Макдоналд
Мајкл Алардис
Мајкл Фицгералд
Броди Реталик
Мет Симонс
Сем Кејн
Мајкл Лејч
Тевита Колоаматанги
Лиам Месам
Сеан Полварт
Лиам Сквир
Аугустин Пулу
Бред Вебер
Ерон Круден
Ендру Хорел
Чарли Нгатаи
Сони Бил Вилијамс
Сета Таманивалу
Хозеа Гер
Брис Хем
Џејмс Лов
Том Маршал
Дамиан Макензи